# Hồ Balkhash
Hồ Balkhash (tiếng Kazakh: Балқаш көлі, phát âm tiếng Kazakh: [bɑɫqɑʃ kyʉlɘ]; tiếng Nga: Озеро Балхаш, Ozero Balhaš) là một trong những hồ lớn nhất châu Á và là hồ rộng thứ 15 thế giới. Hồ tọa lạc ở Trung Á, trong một lòng chảo nội lục thuộc địa phận Kazakhstan và Trung Quốc. Nước trong bồn địa đổ vào hồ qua bảy con sông, trong đó, sông Ili, là nguồn cấp nước chính; số khác, như sông Karatal, cấp cả nước bề mặt và dưới bề mặt. Sông Ili lấy nước từ tuyết tan trên những ngọn núi vùng Tân Cương, Trung Quốc.
Hồ hiện rộng chừng 16.400 km2 (6.300 dặm vuông Anh). Tuy vậy, như biển Aral, nó đang bấp bênh do sự đổi hướng của các con sông cấp nước. Một eo nước chia hồ làm hai phần. Phần tây nước ngọt, còn phần đông nước mặn. Phần đông nói chung sâu hơn phần tây 1,7 lần. Thành phố gần hồ nhất cũng mang tên Balkhash và có chừng 66.000 dân. Những hoạt động kinh tế chính quanh hồ là khai mỏ, chế biến quặng và đánh bắt cá.